# Independencia (Uruguai)
Independencia és una localitat de l'Uruguai, ubicada al sud-oest del departament de Florida, limítrof amb San José i Canelones. Té una població aproximada de 500 habitants, segons les dades del cens del 2004.
Es troba a 42 metres sobre el nivell del mar.
| 1963 | 1975 | 1985 | 1996 | 2004    |
| ---- | ---- | ---- | ---- | ------- |
| 142  | 188  | 286  | 410  | {{{5}}} |